# Pallisentis guntei
Pallisentis guntei är en hakmaskart som beskrevs av Sahay, Nath och G.P. Sinha 1967. Pallisentis guntei ingår i släktet Pallisentis och familjen Quadrigyridae. Inga underarter finns listade i Catalogue of Life.